# Ch’ŏllima (Website)
Ch’ŏllima (천리마그룹) war eine Website die über Nachrichten aus der Wirtschaftspolitik und des Außenhandels der Demokratischen Volksrepublik Korea informierte. Seit dem 31. Dezember 2007 betrieb sie den ersten Online-Shop des Landes und bot eine breite Palette von Produktkategorien, wie z. B. Maschinen, Baumaterialien, Autos, Lebensmittel, Musik und Filme an.
Im Zeitraum zwischen Mitte April und August 2010 wurde die Seite vom Netz genommen. Sie wurde von einem nordkoreanisch-chinesischen Joint Venture betrieben. Gehostet wurde sie in Shenyang (Volksrepublik China). Wie die meisten Websites aus Nordkorea war sie nur über das landesweite Intranet Kwangmyong erreichbar.